# トラネコ

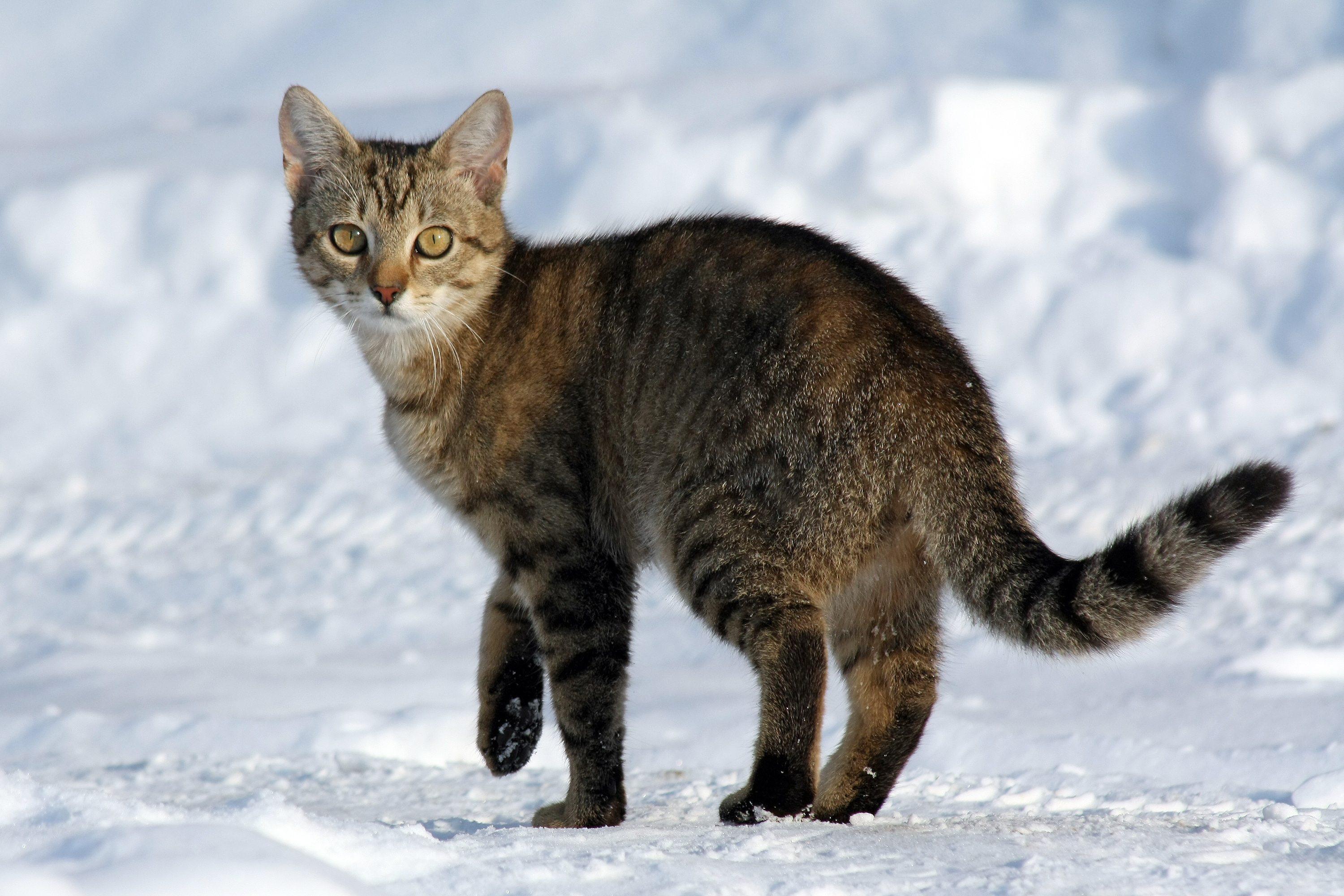
全身に縞模様のあるキジ猫。

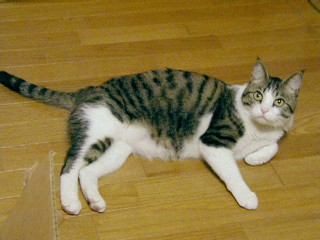
白キジ。

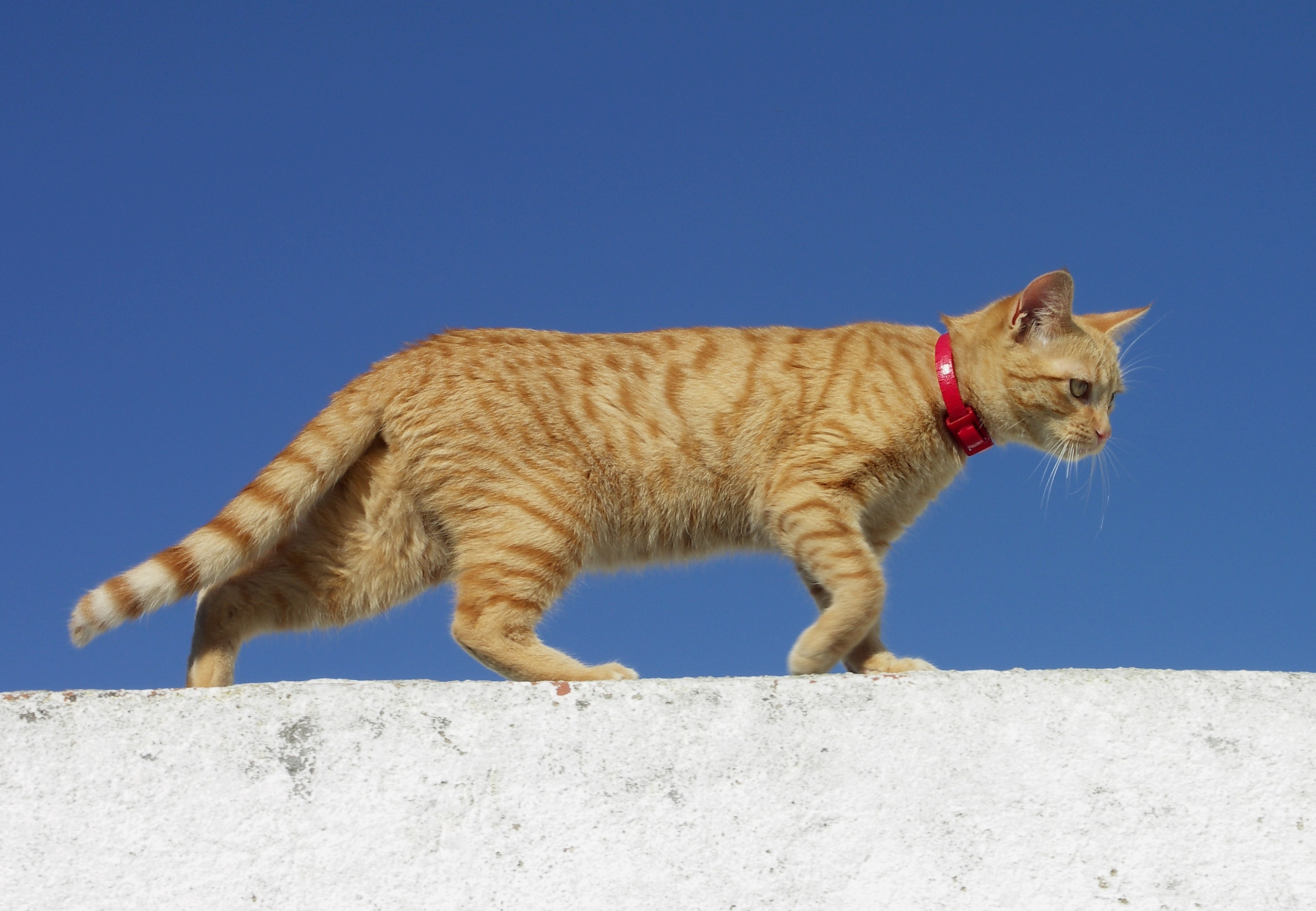
虎猫（赤虎）。

トラネコ（虎猫）とは、トラのような縞模様を持つネコのことである。タビー(tabby)とも呼ばれる。模様はストライプの他に、細かく縞模様が途切れたもの、斑模様、薔薇斑など多様である。
ほとんどのトラネコには、額に“M”のようなマーキングが見られる。
体毛の色により、次の様に呼び分けられる。
虎猫（トラネコ）
黄＆赤茶
茶虎猫、赤猫ともいわれる。Ginger Cat レッドマッカレルタビー。遺伝子の関係で、トラネコで雄が生まれる割合は8割で、雌の生まれる割合が低くなっている。
雉猫（キジネコ）
焦げ茶と黒（ブラウンマッカレルタビー）
キジの雌に色や柄が似ているためにそう呼ばれる。毛色には緑がかった色合いのものもあり、それらは地方によってはヨモギネコとも呼ばれることもある。イエネコの中では一番見かける毛色である。
鯖猫（サバネコ）
灰と黒（シルバーマッカレルタビー）
サバのような青みがかった縞。地方によっては藤猫（フジネコ）ともいわれる。
全身がトラ模様な猫と、白い毛の部分がある猫とがある。白い毛の部分のある猫では、背面や頭の上半分がトラ模様で、腹や足の先端が白いというタイプがよく見られる。このほか斑点状にトラ模様がある猫、頭や尻尾だけトラ模様の猫なども多い。アメリカンショートヘアのように銀色と黒の縞模様も存在する。
ネコの縞模様はマッカレルタビー（各模様が平行）とクラシックタビー（模様の一部が渦を巻いている）とに分けられるが、渦模様の方がクラシックとされているのは単に名前の付け方の問題であり、マッカレルタビーの方が猫としては普通の模様である。なお、マッカレルはサバの意である。

## 様々な虎猫

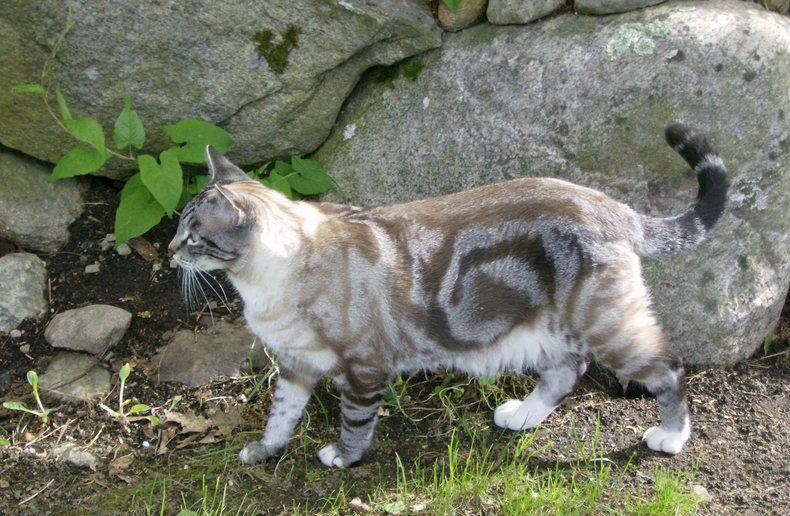
クラシック（ブロッチド）・タビー。
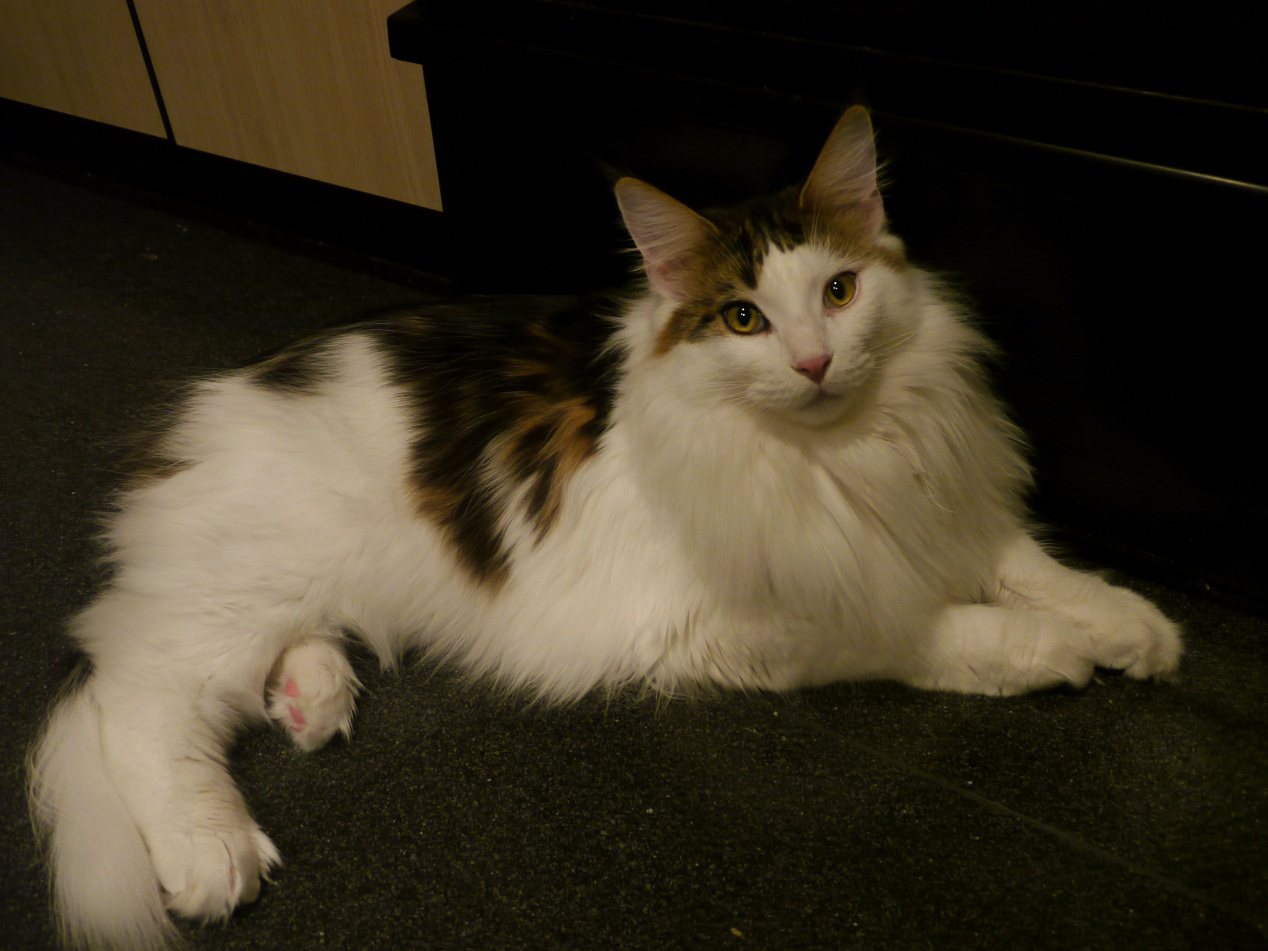
パッチドタビー・アンド・ホワイト。
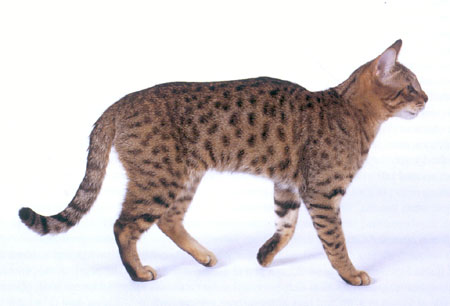
スポッテッド・タビー（斑模様）。
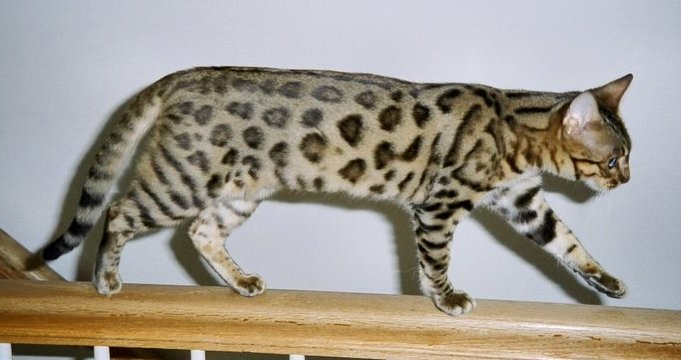
ロゼッテッド・タビー（薔薇斑）。
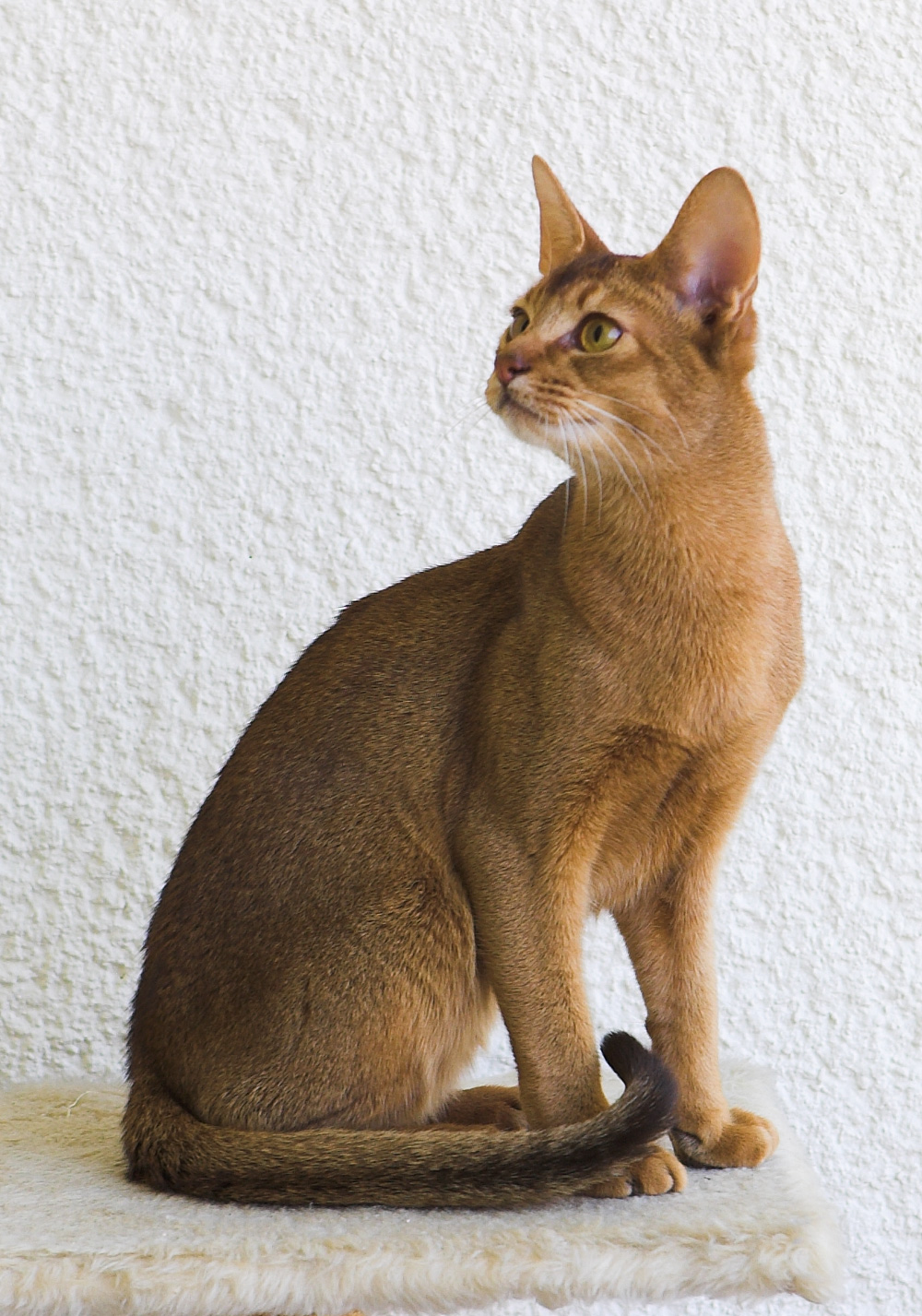
ティックド・タビー 縞模様が細かく途切れており、一本一本の毛に濃淡がある。途切れていない縞模様が足先などに残っている場合もある。